# 西张村遗址 (荥阳市)
西张村遗址位于河南省郑州市荥阳市高村乡张村行政村西张村自然村北的多级台地上。
遗址南北宽约400米，东西长约550米，面积约22万平方米，平面呈不规则长方形。初步断定遗址为新石器时代至商代文化遗存。2009年6月3日，经郑州市人民政府批准，列入第二批郑州市文物保护单位。